# Resolució 894 del Consell de Seguretat de les Nacions Unides
La Resolució 894 del Consell de Seguretat de les Nacions Unides, adoptada per unanimitat el 14 de gener de 1994, parla de diversos aspectes relacionats amb les properes eleccions generals de Sud-àfrica. Això va ocórrer després que el consell recordés les resolucions 765 (1992) i 772 (1992) sobre Sud-àfrica.
El Consell de Seguretat va acollir amb beneplàcit el progrés cap a una Sud-àfrica democràtica, no racial i unida, i especialment a l'establiment del Consell Executiu de Transició, la Comissió Electoral Independent i l'acord sobre una Constitució temporal. Les eleccions van tenir lloc el 27 d'abril de 1994 i diverses lleis aprovades li van proporcionar un marc legal. Mentrestant, la Missió d'Observadors de les Nacions Unides a Sud-àfrica (UNOMSA) havia contribuït a la reducció de la violència i al procés de transició, mentre que es van elogiar els esforços de l'Organització de la Unitat Africana (OUA), la Commonwealth de Nacions i la Unió Europea. Es va demanar al secretari general Boutros Boutros-Ghali que preparés un paper potencial per a les Nacions Unides en el procés electoral, i es va prendre nota de la petició del Consell Executiu de Transició sobre la necessitat que els observadors internacionals controlessin el procés.

Es van acordar pel Consell recomanacions sobre la grandària i el mandat de la UNOMSA en relació amb la promoció de la pau i la reducció de la violència i van instar a totes les parts de Sud-àfrica a respectar els principis democràtics i participar en les eleccions. També va demanar a les parts que garantissin la seguretat dels observadors electorals i que prenguessin mesures per acabar amb la violència i la intimidació. Es va acollir amb satisfacció la intenció del secretari general de crear un fons fiduciari per finançar observadors internacionals, i va decidir seguir ocupant-se del tema fins que Sud-àfrica es convertís en un país democràtic, no racial i unit.